# راتیش‌کوویس

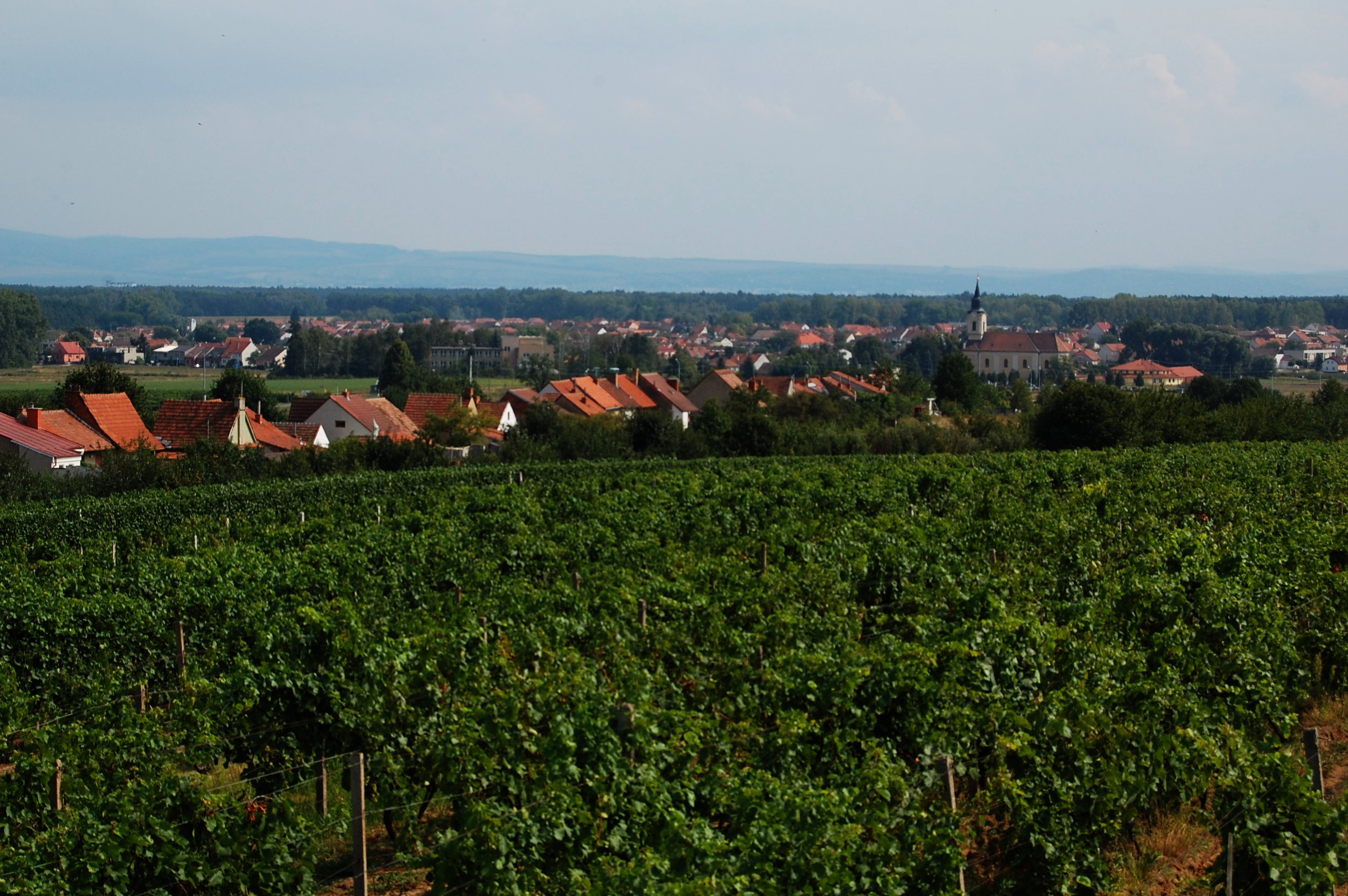
نمایی از راتیش‌کوویس و تاکستان‌های مجاور

راتیش‌کوویس (به چکی: Ratíškovice) نام یک روستا در استان موراویای جنوبی در جمهوری چک است و حدود ۴۰۰۰ نفر جمعیت دارد.